# Richtlinie 94/62/EG
Die Richtlinie 94/62/EG über Verpackungen und Verpackungsabfälle legt die Vorschriften der EU zur Bewirtschaftung von Verpackungen und Verpackungsabfällen fest.
Zielsetzung der Richtlinie ist die Harmonisierung der nationalen Maßnahmen zur Entsorgung von Verpackungen und Verpackungsabfällen und Verbesserung der Umweltqualität durch Verhinderung und Verringerung der Auswirkungen von Verpackungen und Verpackungsabfällen auf die Umwelt. Außerdem soll sie zum Funktionieren des Europäischen Binnenmarktes beitragen.

## Maßnahmen
Die Richtlinie schreibt Maßnahmen vor, die auf die Vermeidung, Wiederverwendung und die Verwertung von Verpackungen bzw. Verpackungsabfällen abzielen. Vorrang soll die Vermeidung haben (→ Abfallhierarchie). Damit soll die Menge endgültig beseitigter Verpackungsabfälle verringert und so die Kreislaufwirtschaft verbessert werden.

### Vermeidung
Die Richtlinie in der 2018 novellierten Fassung verlangt von den EU-Ländern, dass sie Maßnahmen ergreifen, wie zum Beispiel nationale Programme, Anreize durch Systeme der erweiterten Herstellerverantwortung und andere Wirtschaftsinstrumente, um die Entstehung von Verpackungsabfällen zu verhindern und die Umweltauswirkung von Verpackungen zu minimieren.

### Wiederverwendung
Wiederverwendung zielt darauf ab, Verpackungen mehrmals für den Zweck zu verwenden, für den sie gedacht sind. Die EU-Länder sollen auf eine Erhöhung des Anteils an Mehrwegverpackungen hinwirken und Systeme zur umweltgerechten Wiederverwendung von Verpackungen fördern. Dabei sollen Lebensmittelsicherheit und Sicherheit der Verbraucher nicht beeinträchtigt werden. Fördermaßnahmen können beispielsweise Folgendes umfassen:
- Pfandsysteme
- qualitative und quantitative Zielvorgaben
- wirtschaftliche Anreize
- Mindestanteile der Mehrwegverpackungen, die für jede Verpackungsart auf den Markt gebracht werden

### Verwertung
Die Verwertung von Verpackungsabfällen besteht darin, mit ihnen andere Materialien zu ersetzen und sie so in der Wirtschaft wieder einem sinnvollen Zweck zuzuführen. Zu den Verwertungsverfahren zählen vor allem Recycling (stoffliche Verwertung) oder die Verwendung als Brennstoff zur Energiegewinnung (energetische Verwertung). Die EU-Länder müssen notwendige Maßnahmen ergreifen, um bestimmte Verwertungs- und Recyclingziele zu erfüllen, die sich je nach Verpackungsmaterial unterscheiden.
Für das Jahr 2001 waren Mindestverwertungsquoten, aber keine bestimmten Verwertungsverfahren vorgeschrieben. Die Zielvorgaben für 2008 enthielten auch Quoten für die stoffliche Verwertung. Bis zum 31. Dezember 2025 müssen mindestens 65 Gewichtsprozent aller Verpackungsabfälle recycelt werden, dabei gibt es im Einzelnen folgende materialspezifische Wiederverwertungsziele:
- 50 % Kunststoffe
- 25 % Holz
- 70 % Eisenmetalle
- 50 % Aluminium
- 70 % Glas und
- 75 % Papier und Kartonpapier

Bis zum 31. Dezember 2030 müssen mindestens 70 Gewichtsprozent aller Verpackungsabfälle recycelt werden. Dies umfasst:
- 55 % Kunststoffe
- 30 % Holz
- 80 % Eisenmetalle
- 60 % Aluminium
- 75 % Glas und
- 85 % Papier und Kartonpapier

## Kennzeichnungs- und Identifizierungssysteme

Symbol zur Kennzeichnung einer Verpackung aus Polyethylenterephthalat (PET)

Die Richtlinie bestimmt, dass Verpackungen mit Kennzeichen versehen werden müssen, die die Sammlung, Wiederverwendung und Verwertung der Verpackungen erleichtern sollen. Die EU-Kommission hat dazu in ihrer Entscheidung 97/129/EG Abkürzungen und Zahlencodes für verschiedene Materialien (Recycling-Codes) definiert.
Außerdem wird bestimmt, dass die EU-Kommission per Durchführungsbeschluss ein Kennzeichen für biologisch abbaubare und kompostierbare Kunststofftragetaschen definieren muss.

## Neufassung
Die Europäische Union plant, den Rechtsrahmen für Verpackungen und Verpackungsabfälle zu überarbeiten und die Richtlinie 94/62/EG durch eine neue Verordnung abzulösen. Dazu hat die Europäische Kommission im Dezember 2022 einen Vorschlag vorgelegt. Damit soll das Funktionieren des Binnenmarktes auch für Verpackungen und damit verbundene Geschäftsmodelle verbessert werden. Die Überarbeitung ist Bestandteil des European Green Deal und des EU-Aktionsplans für die Kreislaufwirtschaft. Sie soll dazu beitragen, dass die EU ihr Klimaschutzziel von Netto-Null-Treibhausgasemissionen bis 2050 erreicht und das Wirtschaftswachstum von der Ressourcennutzung entkoppelt wird. Am 24. April 2024 stimmte das Europäische Parlament der Neufassung zu. Die Neufassung wurde als EU-Verordnung herausgegeben. Es ist die Verordnung (EU) 2025/40. Sie gilt ab dem 12. August 2026. Artikel 67 Absatz 5 gilt erst ab dem 12. Februar 2029 (Artikel 71, Inkrafttreten und Anwendung).